# Neckera neckeroides
Neckera neckeroides är en bladmossart som beskrevs av Johannes Enroth och Benito C. Tan 1994. Neckera neckeroides ingår i släktet fjädermossor, och familjen Neckeraceae. Inga underarter finns listade i Catalogue of Life.